# Osmia cornuta
L'osmia cornuta (Osmia cornuta (Latreille, 1805)) è un imenottero apoideo della famiglia Megachilidae, diffuso in Europa.

## Descrizione

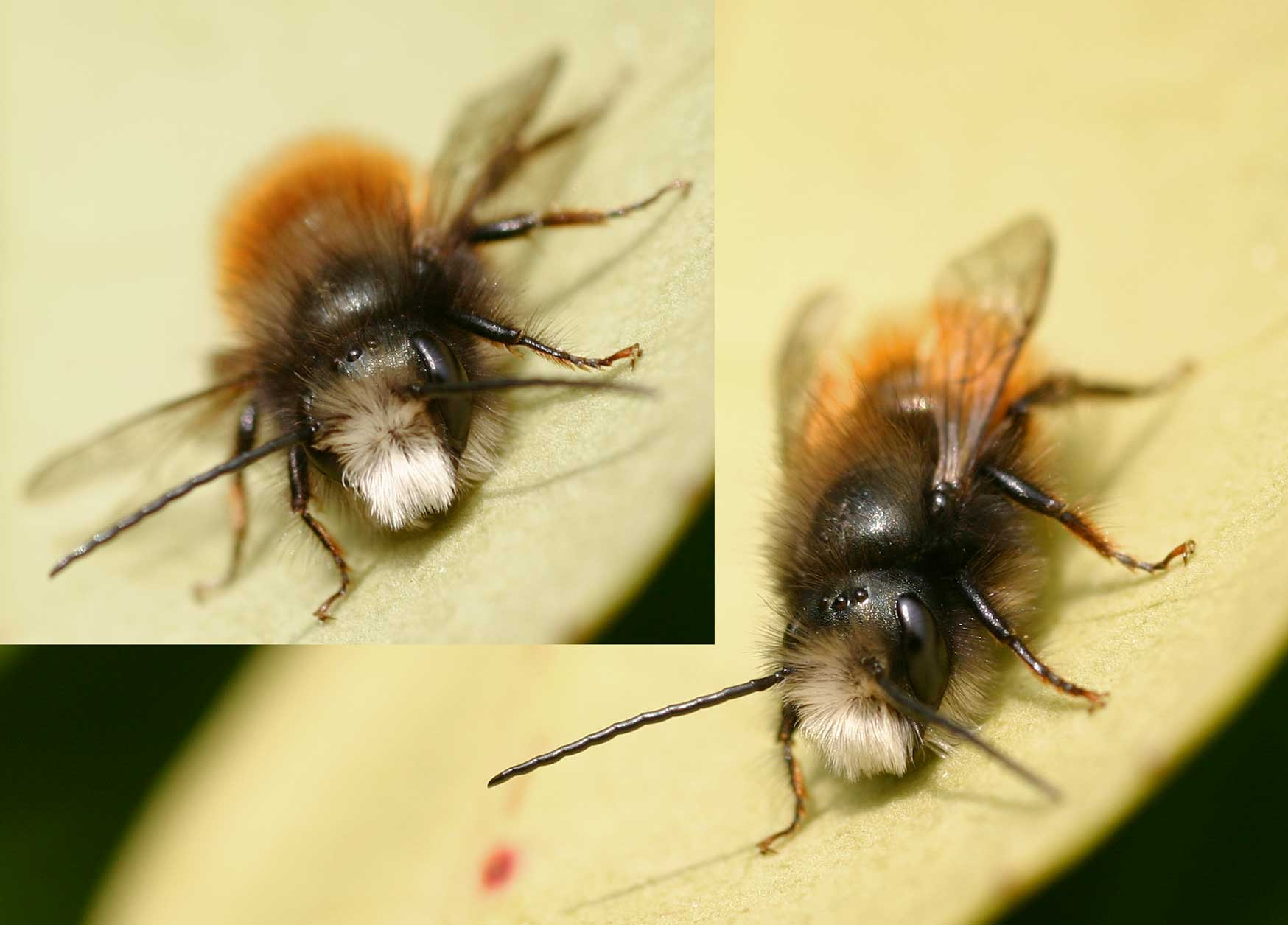

È un apoideo di dimensioni variabili tra 12 e 15 mm.
Deve il suo nome alla presenza di due "corna" sul clipeo delle femmine.

I maschi si riconoscono invece per una caratteristica pelosità bianca presente a livello delle mandibole.

## Distribuzione e habitat
Questa specie ha una ampio areale paleartico che comprende gran parte dell'Europa (con l'eccezione delle regioni più settentrionali), il Nord Africa e il Medio Oriente . In Italia è presente in quasi tutta la penisola ed in Sicilia .

## Biologia
Sono apoidei solitari, a nidificazione gregaria.
I nidi sono spesso ricavati in cavità preesistenti, sia naturali (p.es fusti di Phragmites spp. o talora gusci di gasteropodi) sia artificiali (infissi di legno, cavità di muri), all'interno delle quali vengono modellate con argilla le celle che accoglieranno le uova .
È una specie polilettica che bottina il polline di piante appartenenti a diverse famiglie